# Cathédrale de la Nativité de Tiraspol
Pour les articles homonymes, voir Cathédrale de la Nativité.
La cathédrale de la Nativité-du-Christ (Собор Рождества Христова) est la cathédrale de l'éparchie de Tiraspol. Située à Tiraspol (capitale de la république sécessionniste de Transnistrie), c'est l'église orthodoxe la plus importante de la ville. Elle dépend de l'Église orthodoxe russe. Elle est dédiée à la Nativité du Christ et a été construite entre 1998 et 2000.

## Historique

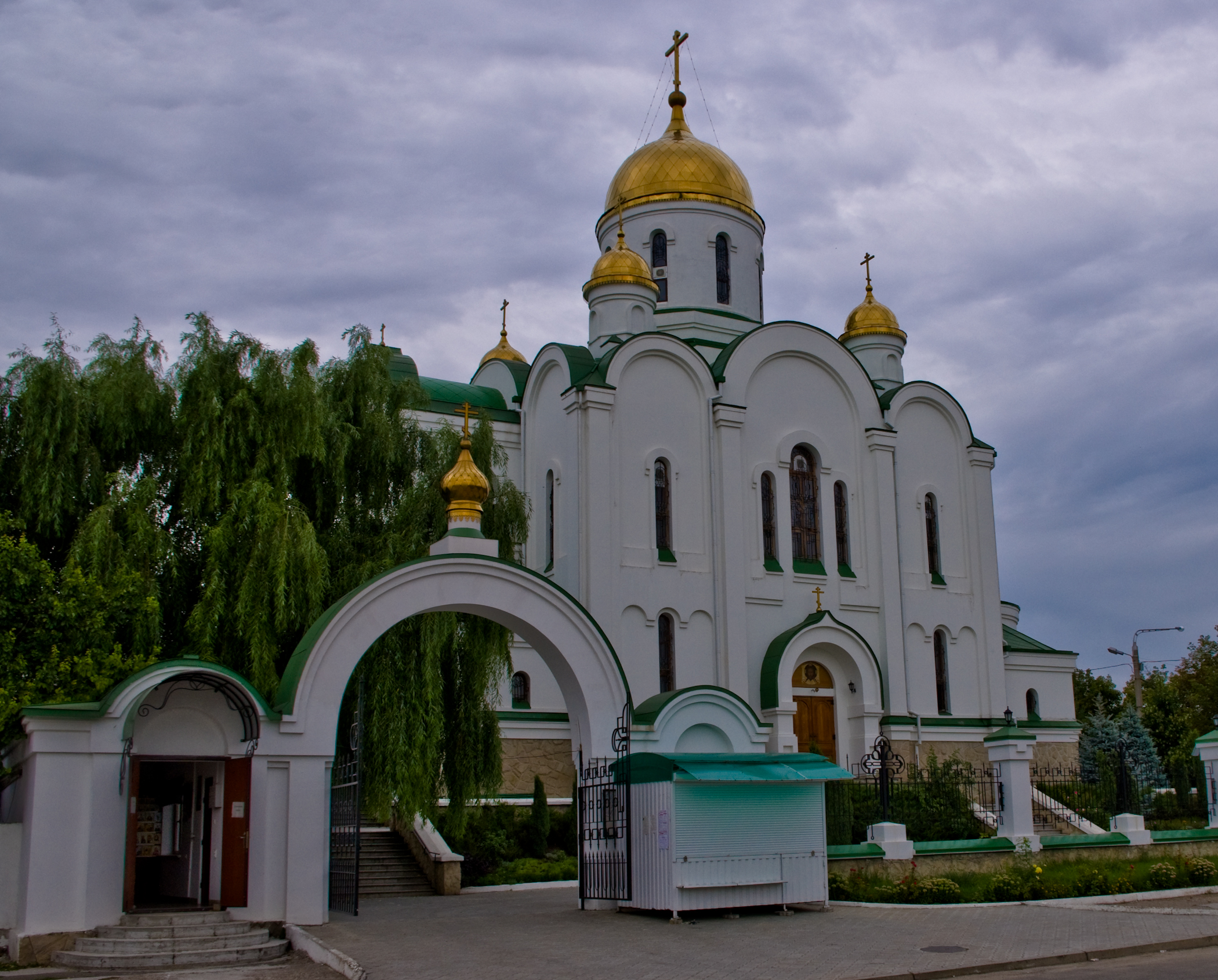
Entrée de la cathédrale

La première pierre a été bénite le 1er septembre 1998 et le premier service liturgique y a été célébré en août 1999. Elle est consacrée le 16 janvier 2000 par le métropolite de Kichinev et de toute la Moldavie Vladimir en présence du président de la république moldave du Dniestr, Igor Smirnov. La compagnie Sherif figure comme la principale source de financement de la cathédrale de la Nativité. Sa construction donne lieu à la publication d'une série de timbres la représentant, à partir de Noël 1999.
Elle figure sur les billets de banque de 100 roubles de Transnistrie mis en circulation en 2000 et en 2007. L'higoumène Victor en est l'administrateur.
La cathédrale a reçu la visite du patriarche Cyrille de Moscou le 8 septembre 2013 qui a lui fait don de plusieurs icônes.

## Architecture
La cathédrale a été construite par l'architecte de Tiraspol, P. Iablonski, selon le style des églises de l'ancienne Russie du XVIIe siècle avec un dôme surbaissé à tambour.
Elle fait partie d'une ensemble architectural qui comprend en outre le siège de l'éparchie, la maison paroissiale, qui comprend la bibliothèque de la cathédrale, les salles de catéchisme, les cellules des clercs et le baptistère.

## Source
- (ru) Cet article est partiellement ou en totalité issu de l’article de Wikipédia en russe intitulé « Собор Рождества Христова (Тирасполь) » (voir la liste des auteurs).